# Château d'Oisy
Le château d'Oisy se trouvait dans la grande pâture au centre du village d'Oisy-le-Verger, dans le département français du Pas-de-Calais.
Il englobait l'église et possédait un fort donjon. Ses ruines étaient encore imposantes en 1601, peu avant son rachat par Antoine de Tournai en 1605.
Un château moderne fut construit et occupé par la famille de Tournai. Ce château fut détruit à la Révolution.

## Quelques témoignages de ce château médiéval

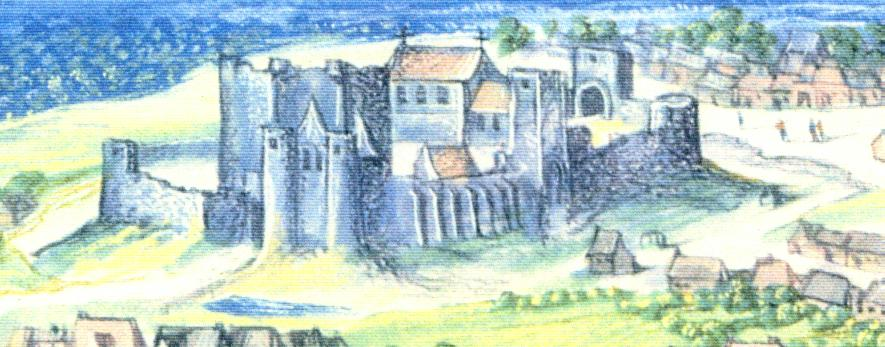
Vue du château d'Oisy en 1601 (détail de la page sur Oisy de l'Album de Croÿ)

- Avant 950, Gauthier (ou Watier ou Wauthier) élève un château féodal à Oisy. Il était châtelain et vidame de Cambrai, seigneur d’Oisy et de Crèvecoœur.

- En 1064, Hugues d’Oisy s’empare de l’évêque de Cambrai Liebert après avoir abattu son prévost Wibald, et le transporte en son Château d’Oisy. Liebert, délivré par Armand, attaque ensuite le Château d’Inchy où s’était réfugié Hugues d’Oisy.

- En 1094, construction du château de Rumilly, Bousignies, d’Oisy et de Bousies et leur destruction par l’archidiacre Gaucher[1]

- En 1095, le château d’Oisy est détruit par l’évêque de Cambrai mais ce dernier se relève rapidement. Le château était entouré de murs et de fossés, un châtelain y demeurait[2].

- En 1097, l’empereur Henri IV, cherchant à se venger du comte  Flandre, prend et démolit le château d’Oisy. Ce château est peu après rétabli.

- En 1120, Hugues II se brouille avec l’évêque Burchard qui envoie ses hommes brûler le bourg d’Oisy. Hugues II, pendant ses mésintelligences avec l’évêque de Cambrai, fait élever le château fort de Crèvecœur[3]

- En 1157, Thierry d'Alsace, pour punir Simon, seigneur d’Oisy de son refus d’hommage, brûle encore une partie de la bourgade, et vient au mois de mai assiéger le château qui résiste à cette attaque. Mais au mois de juillet suivant, la moisson allant commencer, Thierry revient à Inchy avec des troupes nombreuses et assiège le château qui se rend le 29 du même mois, après neuf jours de siège.

- En 1213, vers la seconde moitié de l’année, le roi Philippe Auguste, qui avait quitté la Flandre vers juin pour retourner à Paris, revient et s’établit à Oisy alors que ses ennemis préparent à Valenciennes le siège de Tournai. Gautier II d'Avesnes se tient à Oisy, prêt à servir le roi. Celui-ci recule jusque Péronne[4].

- En 1254, Marguerite de Hainaut, comtesse de Flandre, lors de la guerre avec le comte Guillaume de Hollande, une partie de son armée sous les ordres du sire de Lisques, s’avance jusqu’à Oisy qui est réduite en cendres. Ce détachement, composé de 136 hommes d’armes dont 25 chevaliers et 111 écuyers, ne put s’emparer du château. (parmi les écuyers se trouvait : « Tassart de Hautecloque »)

- En 1336, Jean de Beaumont, à la tête de 1500 hommes, fit une vaine tentative contre le château d'Oisy[5].

- En octobre 1339, siège du château d'Oisy : « …Ce siège durant devant Cambrai, chevauchaient par usage, messire Jean de Hainaut, oncle du comte, et le sire de Fauquemont ensemble, dont ils ardirent et foulèrent durement le pays du Cambrésis. Et vinrent ces seigneurs à leur routes où ils avaient bien 500 lances et 1000 autres combattants, un jour devant le chastel d’Oisy en Cambrésis et y livrèrent un très grand assaut. Et s'il ne fussent les chevaliers et écuyers qui dedans estoient, ils l’eussent pris par force. Mais si bien le défendirent ceux qui dedans estoient de par leur Seigneur de Coucy, qu’ils n’y eurent point de dommages et retournèrent les dessus dits Seigneurs et leur route en leur logis. »

Enguerrand de Coucy assiste à la dévastation de ses domaines par les Anglais. Vers le commencement d’octobre, durant le siège de Cambrai par les Anglais, messire Jean de Hainaut, oncle du comte, à la tête de 500 lances et de 1000 piétons, donne un assaut infructueux au château d’Oisy, qui fut défendu par les chevaliers et les écuyers que le sire de Coucy y avait mis. Jean de Hainaut était allié au roi Édouard III d'Angleterre alors en guerre contre le roi de France.
- En juin 1416, des brigands, se disant au duc de Bourgogne, commandés par un certain Catalinas, chevalier lombard, « prindrent le Chastel d’Oisy en Cambrésis, appartenant à la fille héritière de messire Robert de Bar, où, ce chef de brigands fut par longue espace et fit d’icellui et de toute la terre comme son propre »[7].

- En 1477, le roi Louis IX est à Oisy pour confisquer le château d'Oisy de feu Louis de Luxembourg, comte de Saint-Pol afin de le remettre au maréchal de Gié[8].
  - Le roi était à Oisy, d’où il écrit au magistrat d’Arras[9].
  - Don du château d’Oisy par le roi au maréchal de Gié, Pierre de Rohan[10].
  - Le maréchal de Gyé, sire d’Oisy (par confiscation sur feu le comte de Saint-Pol)[11].

- En 1478, Oisy est occupé par les Français de l’armée du roi Louis XI[12].

- En avril 1479, Oisy se rend au Bourguignons et est repris en juin[13].

- En octobre 1555, requêtes des habitants du bourg d'Oisy à l'empereur pour conserver les fortifications :

« Comme la ville d’Oisy est de grande étendue, assez raisonnablement peuplée et furnye de gens artisans, en laquelle elle a aussi toute justice haute, moyenne et basse, où ressortissent les habitans de quinze à seize villaiges circonvoisins, et avec ce, il y a un château et donjon, qui se ferme de portes et fossés et murailles, où se retirent pour cause de guerre, les dits suppliants et leurs biens, comme font pareillement aucuns desdits villaiges voisins ».
- En 1569, l'église y est décrite ainsi :

« l’église était dans le château et pouvait contenir, avec le cimetière, environ deux mencaudées ».
- En 1575, le château est toujours debout et décrit ainsi :

« Chastel Clos de mur de grès, où il y a plusieurs tours, tant combles que hautes, avec un donjon où sont plusieurs édifices, tant maisons, salles, chambres, granges, greniers et estables, avec toueries et prisons ».
- En 1701, un plan du village (copie visible à la mairie d'Oisy) expose le château d'Oisy dans son étendue. L'enceinte, les tours et portes sont encore présentes sans le donjon.

- Le 24 mai 1710, le maréchal de Montesquiou, plus connu sous le nom de comte de d'Artagnan, prend Oisy aux Espagnols.

- « […]Il y avait un château fort bâti sur le même plan que celui de Coucy-le-Château, en Laonnois. […] Autrefois, le grand chemin de Cambrai à Douai passait au milieu de ce village. Il s’y entretient toujours la chaussée ancienne … Monsieur le Comte d’Oisy qui ne cherche que l’avantage de ses vassaux s’occupe personnellement à la mettre en bon état […] Oisy a droit de tenir un franc-marché pour chaque semaine mais on n’en use plus depuis plusieurs années »[17].

- « C’était en la tour Gallart du vieux château d’Oisy que les « Estagiers du Chastel » astreint à ce service[18] à raison de leurs fiefs, gardaient le château quand il y avait lieu, armés et habillés,[durant] Le terme et espace de quarante jours. Ce temps passé, le Seigneur pouvait retenir son estagier autres quarante jours à ses dépens, en lui livrant pot, lavoir, bachin ou touelle. Les fieffés astreints à ce service étaient au nombre de cinq environ pour des fiefs sis à Oisy, Sauchy-Cauchy et Rumeaucourt. »[19]

## Un témoignage du château moderne
- « Nous ignorons l’époque et la cause de la destruction définitive du Château d’Oisy. Il en existait un très beau de style moderne à l’époque de la révolution : il était situé dans une position très pittoresque, sur le sommet de la colline, à peu de distance de l’église. Ses jardins magnifiques s’étendaient sur le coteau qui regarde l’Ouest. Un panorama délicieux se déroule de ce côté aux yeux du promeneur qui visite les restes du château détruit par la Révolution. Les murs d’enceinte d’une vaste cour d’honneur laissé debout par la pioche du spéculateur attestent la magnificence  de la maison à laquelle ils appartenaient. La cour est mise en culture : rien n’est triste comme le contraste de ces débris luxueux au milieu d’un champ labouré ! »[20]